# 混沌计算机俱乐部
混沌计算机俱乐部（英語：Chaos Computer Club，縮寫為CCC）是欧洲最大的黑客協會，擁有7700名注册会员。它在德国和其他德语国家的不同城市设有分会。CCC每年都會举办混沌通讯大会，这是欧洲最大的黑客聚会。
CCC主张在政府要在信息自由方面提高透明度，同時CCC经常批评侵犯公民权利或用户隐私的法规和产品。

## 另見
- 混沌通讯大会
- 数字身份
- 駭客文化
- 黑客
- 鲍里斯·佛罗瑞斯克